# Voltjanka (vattendrag i Vitryssland)
Voltjanka (ryska: Волчанка) är ett vattendrag i Belarus.   Det ligger i voblasten Mahiljoŭs voblast, i den centrala delen av landet, 120 km sydost om huvudstaden Minsk.
I omgivningarna runt Voltjanka växer i huvudsak blandskog. Runt Voltjanka är det ganska tätbefolkat, med 124 invånare per kvadratkilometer.